# Shit Kids
Shit Kids är en svensk punkgrupp som grundades våren 1978 i Östersund och fortfarande (2019) är sporadiskt aktiv.

## Historik
Shit kids startades våren 1978 av Artur von Schmalensee och Anders Näslund, från början var namnet "Ballycoocks mofa and the Great Lake Hemmoroids" men efter att Johnny Rotten kallat Glen Matlocks nya band "Rich Kids" för "Shit Kids" ändrades namnet. Bandet blev pionjärer inom punkrocken i Jämtlands län. I början var det mest covers i repertoaren förutom "Konfirmationen" skriven av Per Gillström, en låt som fortfarande finns med i spellistan. I december 1978 spelade Shit Kids in en EP som snabbt sålde slut i Östersund, sågades i Expressen och hyllades i Aftonbladet. 1980 spelades den andra EP:n in i Tommys musiklab i Östersund, skivan finansierades av Jämtängen musikproduktion, och distribuerades av SAM-distribution. Detta tack vare bröderna Odeltorp i Dag Vag. I februari 1981 upplöstes bandet, men därefter har det förekommit ett antal återföreningar med ojämna mellanrum.

## Medlemmar
- Anders "Näsan" Näslund, sång, våren 1978 -
- Artur "Ärtan" von Schmalensee, sång, våren 1978 -
- Per "Orven" Orvegård, trummor, hösten 1978 - 1995
- Anders "Lunkan" Lönnkvist, trummor, augusti 2018 -
- Pär-Ola "Pärra" Henriksson, bas, hösten 1978 -
- Per "Gille" Gillström, gitarr, våren 1978 - sommaren 1980, hösten 1983 -
- Stefan "Muppi" Kauppi, gitarr, hösten 1978 -
- Bo "Bosse" Lindberg, gitarr, sommaren 1980 -
- Anders "Södis" Söderberg, munspel, våren 1978 - sommaren 1979
- Per Borgvald, bas, våren 1978
- Mikael Olsson, trummor, våren 1978
- Alf Byberg, trummor, våren 1978

## Diskografi
- EP: Jag måste ha ett jobb – Frösö sjukhus – Köttmarknad – Ann-Christin (Vibosquette EVQ 090401 -79)
- EP: Rik mans flicka – Helgen är här – Alexandra – Harry hårding (Jämtängen Musikproduktion JMP 007 -80)
- Samling LP: Killed By death # 51: Frösö sjukhus (Punk-Lennart Records – PLLP 002 -03)
- Samling CD: Vägra raggarna benzin: Köttmarknad (Massproduktion MASS CD)
- Samling CD: 33 Till: Bilaga till boken Ny våg: Konfirmationen (Premium Promo 021)
- Samling CD: 22 Punklåtar, En till varje kapitel: Bilaga till boken Punklyrik:Jag måste ha ett jobb - Köttmarknad (Premium Promo 023)